# رکورد انتقال فوتبال جهان

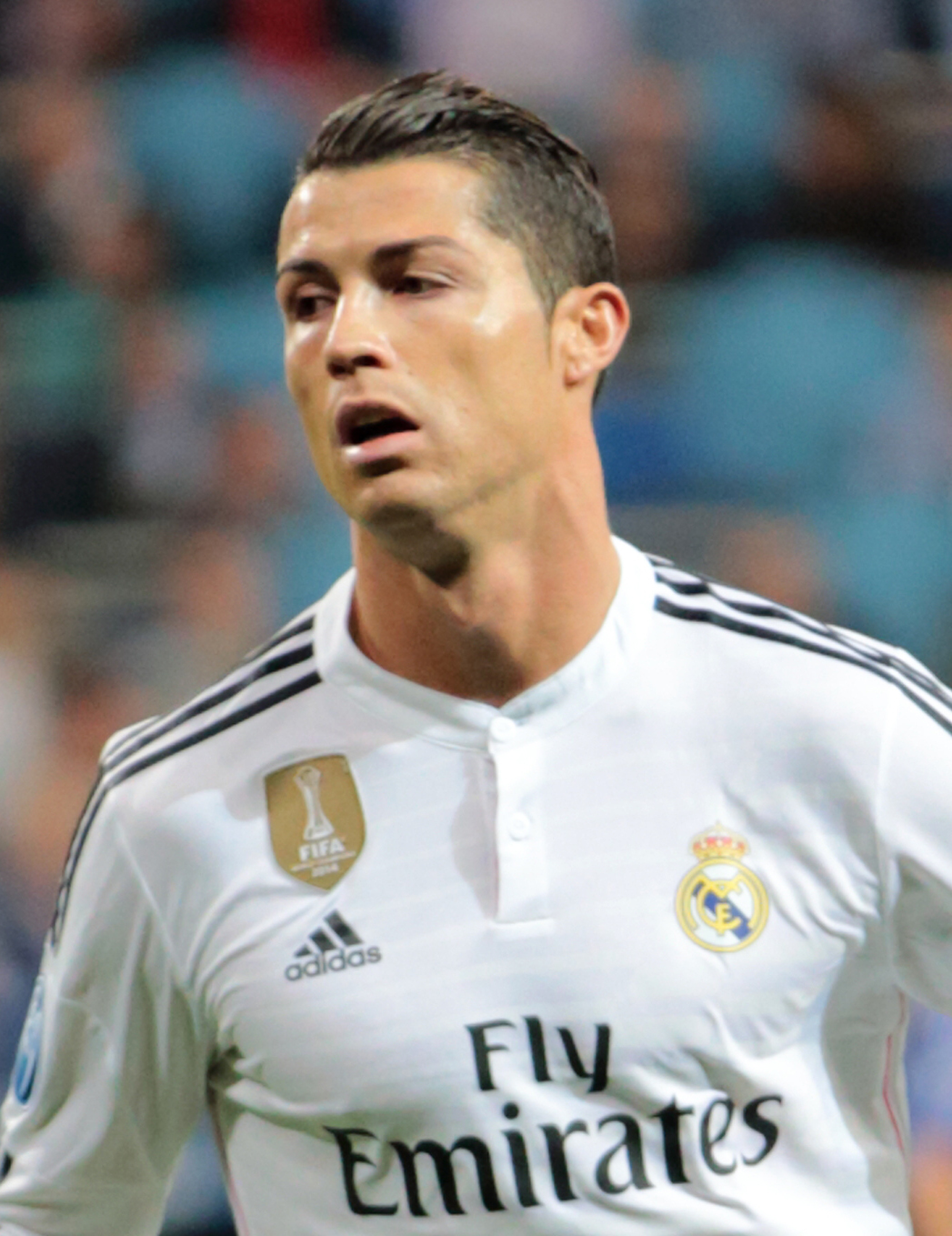
کریستیانو رونالدو

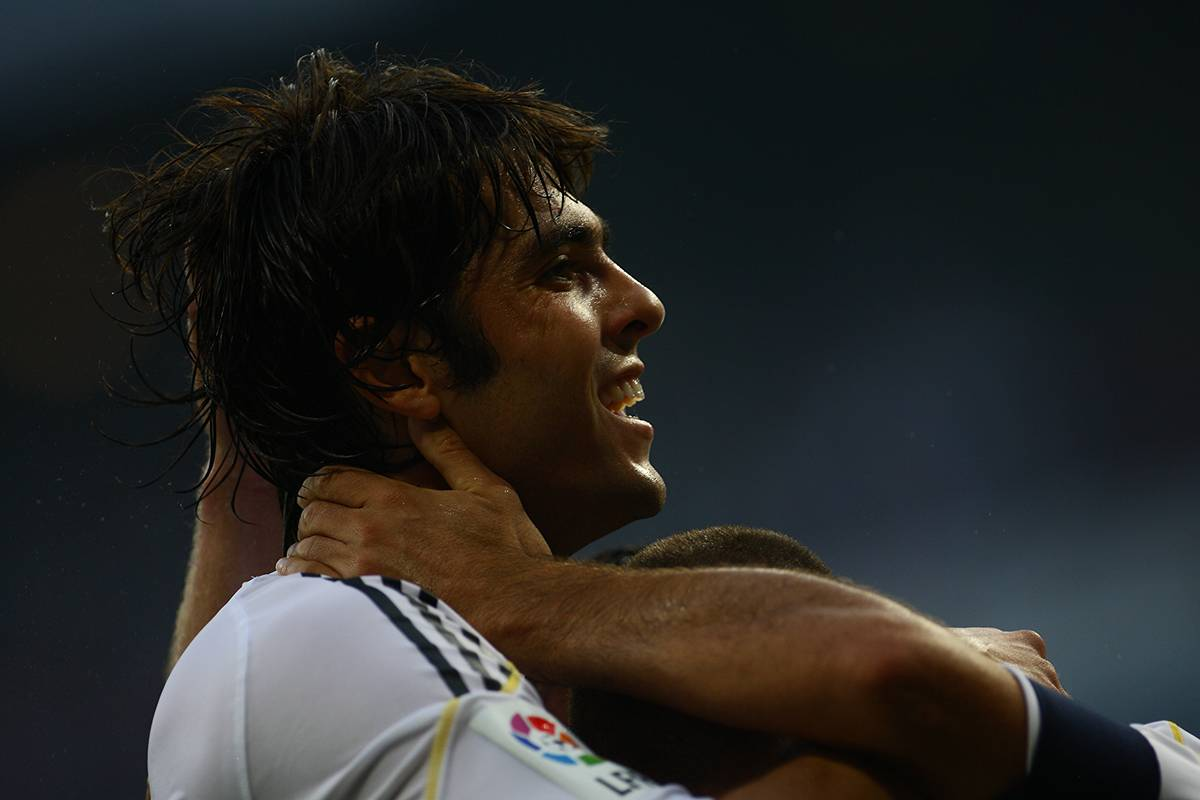
کاکا

رکورد انتقال فوتبال جهان (انگلیسی: World football transfer record) لیست رکورد پیشرفت نقل و انتقالات فوتبال جهان است که بر اساس  پوند انگلیس اندازه‌گیری شده‌است.

## لیست رکورد
| سال  | بازیکن                     | باشگاه فروشنده                   | باشگاه خریدار                 | پرداخت (£) | پرداخت (€) |
| ---- | -------------------------- | -------------------------------- | ----------------------------- | --- | ---------- |
| ۱۸۹۳ | ویلی گرووس                 | باشگاه فوتبال وست برومویچ آلبیون | باشگاه فوتبال استون ویلا      | 100 | -          |
| ۱۹۰۴ | اندی مک کمبی               | باشگاه فوتبال ساندرلند           | باشگاه فوتبال نیوکاسل یونایتد | 700 | -          |
| ۱۹۰۵ | الف کامون                  | باشگاه فوتبال ساندرلند           | باشگاه فوتبال میدلزبورو       | 1,000 | -          |
| ۱۹۱۳ | دنی شیء                    | باشگاه فوتبال وستهام یونایتد     | باشگاه فوتبال بلکبرن راورز    | 2,000 | -          |
| ۱۹۱۳ | تامی باربر                 | باشگاه فوتبال بولتون واندررز     | باشگاه فوتبال استون ویلا      | 2,000 | -          |
| ۱۹۱۴ | پرسی داوسون                | باشگاه فوتبال هارت آف میدلوتیان  | باشگاه فوتبال بلکبرن راورز    | 2,500 | -          |
| ۱۹۲۲ | سید پودفوت                 | باشگاه فوتبال وستهام یونایتد     | باشگاه فوتبال فالکیرک         | 5,000 | -          |
| ۱۹۲۲ | وارنی کرسول                | باشگاه فوتبال ساوت شیلدز         | باشگاه فوتبال ساندرلند        | 5,500 | -          |
| ۱۹۲۵ | باب کلی                    | برنلی                            | باشگاه فوتبال ساندرلند        | 6,500 | -          |
| ۱۹۲۸ | دیوید جک                   | باشگاه فوتبال بولتون واندررز     | باشگاه فوتبال آرسنال          | 10,890 | -          |
| ۱۹۳۲ | برنابه فریرا               | باشگاه فوتبال اتلتیکو تیگره      | باشگاه فوتبال ریور پلاته      | 23,000 | -          |
| ۱۹۴۹ | جانی موریس (بازیکن فوتبال) | باشگاه فوتبال منچستر یونایتد     | باشگاه فوتبال دربی کانتی      | 24,000 | -          |
| ۱۹۴۹ | ادی کویگلی                 | باشگاه فوتبال شفیلد ونزدی        | باشگاه فوتبال پرستون نورث اند | 26,500 | -          |
| ۱۹۵۰ | تروور فورد                 | باشگاه فوتبال استون ویلا         | باشگاه فوتبال ساندرلند        | 30,000 | -          |
| ۱۹۵۱ | جکی سول                    | باشگاه فوتبال نوتس کانتی         | باشگاه فوتبال شفیلد ونزدی     | 34,500 | -          |
| ۱۹۵۲ | هاس یپسون                  | آتالانتا                         | ناپولی                        | 52,000 | -          |
| ۱۹۵۴ | خوان آلبرتو شیافینو        | باشگاه فوتبال پنارول             | آ.ث. میلان                    | 72,000 | -          |
| ۱۹۵۷ | اومار سیووری               | باشگاه فوتبال ریور پلاته         | یوونتوس                       | 93,000 | -          |
| ۱۹۶۱ | لوییز سوارز میرامونتس      | باشگاه فوتبال بارسلونا           | اینتر میلان                   | 152,000 | -          |
| ۱۹۶۳ | آنجلو بندیکتو سورمانی      | باشگاه فوتبال مانتوا             | آ. اس. رم                     | 250,000 | -          |
| ۱۹۶۷ | هارالد نیلسن               | بولونیا                          | اینتر میلان                   | 300,000 | -          |
| ۱۹۶۸ | پیترو آناستاسی             | باشگاه فوتبال وارز               | یوونتوس                       | 500,000 | -          |
| ۱۹۷۳ | یوهان کرایف                | باشگاه فوتبال آژاکس آمستردام     | باشگاه فوتبال بارسلونا        | 922,000 | -          |
| ۱۹۷۵ | جوسپه ساوولدی              | بولونیا                          | ناپولی                        | 1,200,000 | -          |
| ۱۹۷۶ | پائولو روسی                | ویچنزا                           | یوونتوس                       | 1,750,000 | -          |
| ۱۹۸۲ | دیگو مارادونا              | باشگاه فوتبال بوکا جونیورز       | باشگاه فوتبال بارسلونا        | 3,000,000 | -          |
| ۱۹۸۴ | دیگو مارادونا              | باشگاه فوتبال بارسلونا           | ناپولی                        | 5,000,000 | -          |
| ۱۹۸۷ | رود گولیت                  | باشگاه فوتبال پی‌اس‌وی آیندهوون    | آ.ث. میلان                    | 6,000,000 | -          |
| ۱۹۹۰ | روبرتو باجو                | فیورنتینا                        | یوونتوس                       | 8,000,000 | -          |
| ۱۹۹۲ | ژان-پی‌یر پاپن              | باشگاه فوتبال المپیک مارسی       | آ.ث. میلان                    | 10,000,000 | -          |
| ۱۹۹۲ | جان لوکا ویالی             | سمپدوریا                         | یوونتوس                       | 12,000,000 | -          |
| ۱۹۹۲ | جیانلویجی لنتینی           | تورینو                           | آ.ث. میلان                    | 13,000,000 | -          |
| ۱۹۹۶ | آلن شیرر                   | باشگاه فوتبال بلکبرن راورز       | باشگاه فوتبال نیوکاسل یونایتد | 15,000,000 | -          |
| ۱۹۹۷ | رونالدو                    | باشگاه فوتبال بارسلونا           | اینتر میلان                   | 19,500,000 | -          |
| ۱۹۹۸ | دنیلسون دی الیویرا آراخو   | باشگاه فوتبال سائو پائولو        | باشگاه فوتبال رئال بتیس       | 21,500,000 | -          |
| ۱۹۹۹ | کریستین ویری               | لاتزیو                           | اینتر میلان                   | 32,000,000 | ۴۹٬۰۰۰٬۰۰۰ |
| ۲۰۰۰ | هرنان کرسپو                | پارما                            | لاتزیو                        | 35,500,000 | ۵۵٬۰۰۰٬۰۰۰ |
| ۲۰۰۰ | لوئیس فیگو                 | باشگاه فوتبال بارسلونا           | باشگاه فوتبال رئال مادرید     | 37,000,000 | ۶۲٬۰۰۰٬۰۰۰ |
| ۲۰۰۱ | زین‌الدین زیدان             | یوونتوس                          | باشگاه فوتبال رئال مادرید     | 46,600,000 [A] | ۷۵٬۰۰۰٬۰۰۰ |
| ۲۰۰۹ | کاکا                       | آ.ث. میلان                       | باشگاه فوتبال رئال مادرید     | 56,000,000 [B] | ۶۸٬۰۰۰٬۰۰۰ |
| ۲۰۰۹ | کریستیانو رونالدو          | باشگاه فوتبال منچستر یونایتد     | باشگاه فوتبال رئال مادرید     | 80,000,000 {{Ref 1. 2. 3. 4. 5. 6. 7. 8. 9. 10. 11. 12. 13. 14. 15. 16. 17. - مشارکت‌کنندگان ویکی‌پدیا. «World football transfer record». در دانشنامهٔ ویکی‌پدیای انگلیسی، بازبینی‌شده در ۲۴ آوریل ۲۰۱۵. |            |